# Fernando (Cristiano Malgioglio)
Fernando è un singolo del cantautore italiano Cristiano Malgioglio, pubblicato il 24 maggio 2024 dall'etichetta Warner Music Italy.

## Descrizione
Il brano, scritto dallo stesso cantautore con Addel Al Kassel, Andrea Blanc e Riccardo Scirè, è prodotto da quest'ultimo.

## Promozione
Il brano è stato presentato in anteprima nel corso della finale del 18 maggio 2024 della ventitreesima edizione del talent show Amici di Maria De Filippi. Il singolo è stato inciso anche in spagnolo, turco e portoghese.

## Tracce
Testi e musiche di Cristiano Malgioglio, Addel Al Kassem, Andrea Blanc e Riccardo Scirè.
1. Fernando – 2:39

## Crediti
- Cristiano Malgioglio – voce
- Riccardo Scirè – programmazione